# NGC 5205
NGC 5205 (другие обозначения — UGC 8501, MCG 11-17-3, ZWG 316.17, IRAS13283+6245, PGC 47425) — спиральная галактика (Sb) в созвездии Большая Медведица.
Этот объект входит в число перечисленных в оригинальной редакции «Нового общего каталога».